# 董重質
董 重質（とう じゅうしつ、生年不詳 - 834年）は、唐代の軍人。

## 経歴
はじめ淮西の牙将であった。呉少誠の娘婿となった。その性格は勇敢で、軍事にくわしく、用兵を得意とした。元和9年（814年）、呉元済が反乱を起こすと、重質がその謀主となり、大軍を運用して連年にわたって官軍の攻勢を阻んだ。元和12年（817年）、宰相の裴度が淮西の兵を率いることとなり、郾城までやってくると、呉元済は側近と蔡州の守城の兵を重質に委ねて裴度を阻ませた。ときに李愬が虚に乗じて蔡州に入った。李愬は呉元済を捕らえ、蔡州にいた重質の家族の身柄を確保して、重質の子に手紙を持たせて重質を召し出そうとした。重質はその子と面会して蔡州の陥落を知ると、単騎で李愬に帰順し、白衣でひれ伏して沙汰を待った。李愬は重質を賓客の礼で遇した。憲宗は重質を殺そうとしたが、李愬が一死を許すよう上奏したため、重質は死を免れ、春州司戸参軍に左遷された。
元和13年（818年）、重質は太子少詹事に転じ、武寧軍収管駆使を委ねられた。元和15年（820年）、長安に召還されて入朝し、左神武軍将軍に任じられ、知左神武軍事をつとめ、御史中丞を兼ねた。ほどなく塩州刺史として出向した。さらに左右神策及諸道剣南西川行営節度使となり、検校左散騎常侍をつとめた。大和4年（830年）、夏綏銀宥節度使に転じた。大和5年（831年）、検校工部尚書を加えられた。重質は兵士の訓練に法を立て、周辺民族に恐れられた。大和8年（834年）8月、死去した。尚書右僕射の位を追贈された。

## 伝記資料
- 『旧唐書』巻161 列伝第111
- 『新唐書』巻214 列伝第139